# Jiří Šotola
Jiří Šotola (ur. 28 maja 1924 r. w Smidarach, zm. 8 sierpnia 1989 r. w Pradze) – czeski poeta, prozaik i dramaturg, znany przede wszystkim jako autor dwóch powieści historycznych Kuře na rožni a Tovaryšstvo Ježíšovo.
Pisarz, którego twórczość została głęboko naznaczona kolaboracją z komunistyczną dyktaturą. Jego powieści świadczyły o złamanym sumieniu autora, z którym Šotola do końca życia nie potrafił sobie dać rady.